# Tysklands MotoGP 2007
Tysklands MotoGP 2007 var ett race som kördes den 14 juli på Sachsenring.

## MotoGP
HRC hade äntligen fått ordning på motorcykeln och i kombination med en värmebölja som Michelin-däcken klarade mycket bättre än Bridgestones gav Dani Pedrosa chansen och han tog den. Han kom i mål etta hela 13 sekunder före tvåan Loris Capirossi. Nicky Hayden tog åter en tredjeplats. Valentino Rossi kraschade i början på racet när han skulle passera Randy de Puniet. VM-ledaren Casey Stoner slutade på femte plats efter att initialt utmanat Pedrosa om ledningen med sen fallit tillbaka när han fick problem med däcksgreppet. Loppet var en stor triumf för Michelin, då bara Capirossi förhindrade ett helt podium med bara förare med Michelindäck.

### Resultat
| Plats | Förare           | Märke    | Grid | Kvaltid  |
| ----- | ---------------- | -------- | ---- | -------- |
| 1     | Dani Pedrosa     | Honda    | 2    | 1.22,388 |
| 2     | Loris Capirossi  | Ducati   | 7    | 1.22,615 |
| 3     | Nicky Hayden     | Honda    | 14   | 1.23,151 |
| 4     | Colin Edwards    | Yamaha   | 13   | 1.23,090 |
| 5     | Casey Stoner     | Ducati   | 1    | 1.22,384 |
| 6     | Marco Melandri   | Honda    | 3    | 1.22,397 |
| 7     | John Hopkins     | Suzuki   | 5    | 1.22,561 |
| 8     | Anthony West     | Kawasaki | 12   | 1.23,056 |
| 9     | Alex Hofmann     | Ducati   | 16   | 1.23,199 |
| 10    | Michel Fabrizio  | Honda    | 17   | 1.23,491 |
| 11    | Chris Vermeulen  | Suzuki   | 11   | 1.23,039 |
| 12    | Kurtis Roberts   | KR-Honda | 19   | 1.24,209 |
| 13    | Makoto Tamada    | Yamaha   | 18   | 1.23,744 |
| 14    | Carlos Checa     | Honda    | 15   | 1.23,182 |
| 15    | Randy de Puniet  | Kawasaki | 4    | 1.22,539 |
| 16    | Shinya Nakano    | Honda    | 10   | 1.22,969 |
| 17    | Alex Barros      | Ducati   | 8    | 1.22,897 |
| 18    | Valentino Rossi  | Yamaha   | 6    | 1.22,605 |
| 19    | Sylvain Guintoli | Yamaha   | 9    | 1.22,958 |

Randy de Puniet kompletterade tillräcklig distans för att ta poäng, men nådde inte målet, och blev därav poänglös.

### Pole Position och Snabbaste varv
| Pole Position | Tid      | Snabbaste varv | Tid      |
| ------------- | -------- | -------------- | -------- |
| Casey Stoner  | 1.22,384 | Dani Pedrosa   | 1.23,082 |